# 草場有輝
草場 有輝（くさば ゆうき、1987年6月21日 - ）は日本で活動するミュージカル俳優およびバレエダンサーである。出生地は茨城県水戸市で東京都練馬区出身。元劇団四季所属。

## 来歴
立教大学に入学し1日で大学を退学。カナダへ留学をし、プロのバレエダンサーとして活動していた。2014年6月に劇団四季のオーディションに合格し四季へ入団しミュージカル俳優に転向した。同年10月18日に新名古屋ミュージカル劇場で上演された美女と野獣のアンサンブル5枠が四季への初舞台出演となった。ミストフェリーズなどを経て2021年夏に劇団四季を退団。その後渡米。現在アメリカのバレエ団所属。帰国時には東宝や梅田芸術劇場のミュージカルにも出演している。

## 主な出演作品
- 美女と野獣（2014年アンサンブル5枠/チーズおろし）
- キャッツ（2015年コリコパット2018年ミストフェリーズ）
- ウィキッド（2016年アンサンブル4枠/チステリー）
- アンデルセン（2017年アンサンブル8枠）
- パリのアメリカ人（2019年アンサンブル6枠）
- オペラ座の怪人(2018年ダンサー役)
- 東宝ミュージカル「マドモアゼルモーツァルト」
- 梅田芸術劇場「アナスタシア」
- 東宝ミュージカル「プロデューサーズ」

※括弧内の年は初出演年